# Elbert Howard

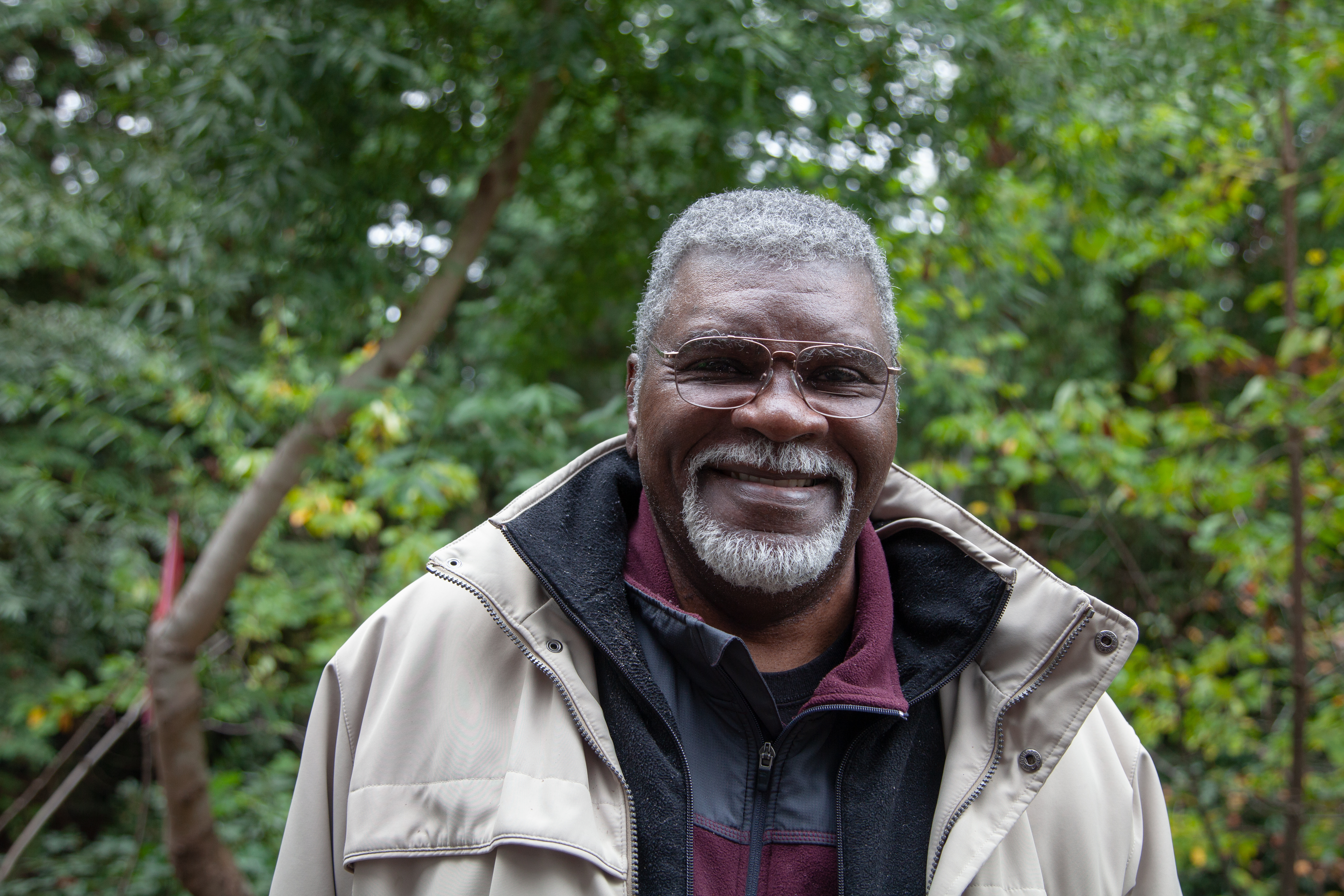
Elbert Howard (2012)

Elbert Howard (* 5. Januar 1938 in Chattanooga, Tennessee, USA; † 23. Juli 2018 in Santa Rosa, Kalifornien, USA), bekannt unter dem Namen „Big Man“, war ein Urgestein der radikalen afroamerikanischen Bürgerrechtsbewegung.
Howard war einer der sechs Bürgerrechtler, die im Oktober 1966 in Oakland, Kalifornien die Black Panther Party for Self-Defence gründeten, um sich gegen alltägliche Übergriffe der Polizei, rechtliche Diskriminierung und Benachteiligung der schwarzen Bevölkerung zur Wehr zu setzen. Einer der Kernpunkte der BPP war die organisierte, militante Selbstverteidigung der Schwarzen gegen die überbordende Gewalt eines Polizeiapparates, der sich überwiegend in der Hand weißer US-Amerikaner befand.
Der Name der (Black Panther) Partei war von der 1965 vom Student Non-Violent Coordinating Committee SNCC-Aktivisten Stokely Carmichael ins Leben gerufenen Lowndes County Freedom Organization (LCFO) Alabama hergeleitet, bei der es um die Durchsetzung des Wahlrechts für die schwarze Bevölkerung ging. Von den Medien wurde dieses Black Panther Emblem aufgegriffen und die LCFO wurde schon bald als Black Panther Party bekannt.
Als dann im Oktober 1966 die Black Panther Party (for Self Defense) in Oakland unter maßgeblicher Mitwirkung von Bobby Seale und Huey Newton, die schon beim SNCC und der LCFO aktiv gewesen waren, gegründet wurde, wurde das Emblem der LCFO übernommen und erreichte auf diese Weise weltweite Verbreitung. Als linke Organisation der Schwarzen und ihrer Community wollte sich die BPP von der gewaltfreien Bürgerrechtsbewegung unter Martin Luther King und der religiös-national geprägten Nation of Islam ganz bewusst absetzen.
In seinen parteiaktiven Jahren war Howard stellvertretender Informationsminister der BPP, bereiste viele Länder und gründete zahlreiche Solidaritätsgruppen.
Er war einer der Herausgeber des wöchentlich erscheinenden Parteiorgans The Black Panther – Black Community News Service, das in seinen besten Zeiten eine Auflage von 200 000 erreichte.
Eine bedeutende Rolle kam ihm bei der Entwicklung und Umsetzung einiger der insgesamt 65 Sozialprogramme zu, die die Black Panther Party von 1966 bis zu ihrer Auflösung im Jahre 1982 ins Leben rief.
Howard initiierte u. a. das ‚Free Breakfast for Children Program‘ (s. engl. Wiki), welches sicherstellen sollte, dass Kinder aus den armen Familien Oaklands ein kostenloses Frühstück bekamen, damit ihr (erfolgreicher) Schulbesuch nicht allein an einer mangelhaften Ernährung scheiterte.
Dieses Programm wurde später zum Modell für eine ganze Reihe staatliche Frühstückprogramme.
Howard initiierte auch eine kostenlose medizinische Klinik für Patienten mit Sichelzellenanämie, sowie ein Lern- und Arbeitsprogramm für Häftlinge, die auf Bewährung entlassen worden waren.
1974, als aufgrund interner Querelen über die grundsätzliche Ausrichtung der Partei und dann folgender Fraktionierung, tödlich ausgehender Zusammenstößen mit der Polizei, auch vielfältiger Sabotageakte, Unterwanderungs- und Zersetzungsaktionen des FBI (s. COINTELPRO – COunter INTELligence PROgram), sich die BPP bereits im Niedergang befand, verließ Howard – wie auch andere Schlüsselmitglieder – die Partei und kehrte nach Tennessee zurück.

## Leben
Elbert Howard wurde im Januar 1938 als einziges Kind von Emma (geb. Hawkshaw) und Anderson Howard in Chattanooga, Tennessee geboren.
Sein Vater starb, noch bevor er sein zweites Lebensjahr erreicht hatte, und in Folge wurde er von seiner Mutter, aber auch von Tante und Onkel aufgezogen. Obwohl er von einer fürsorglichen Familie umgeben war, wurde dem Jungen schnell bewusst, dass er in einer rassistischen, ungerechten, 'segregated‘ Gesellschaft aufwuchs, denn er erlebte die tagtäglichen Übergriffe, wurde Zeuge, wie einer seiner Verwandten von Mitgliedern des Ku-Klux-Klan (KKK) zusammengeschlagen und ausgepeitscht wurde.
Um seine inzwischen erkrankte Mutter unterstützen zu können, aber auch um dem rassistischen Süden der USA mit seinen begrenzten Möglichkeiten für Schwarze zu entkommen, meldete er sich 1956 freiwillig zur US Air Force. Zunächst war er in Travis Air Force Base in Fairfield, Kalifornien stationiert, dann diente er mehrere Jahre in der US Air Force in Europa. 1960 wurde er auf der Travis Air Force Base in Nordkalifornien ehrenhaft aus dem Dienst der US-Streitkräfte entlassen.
Howard nahm (mittels G. I. Bill) am Merritt College (s. engl. Wiki) in Oakland ein Studium der Politischen Wissenschaften auf.
Während seines Studiums nahm er an Treffen afroamerikanischen Gruppen teil und lernte dort Huey Newton und Bobby Seale kennen, die ebenfalls am Merritt College studierten und schloss Freundschaft mit den beiden.
Seale und Huey waren beide schon politisch aktiv, teils in denselben Organisationen.
Alle drei waren an „schwarzer“ Geschichte interessiert und trafen sich häufig zu politischen Diskussionen, lasen die Schriften von Malcolm X („The Ballot or the Bullet“, „The Autobiography of Malcolm X“) Maos „Worte des Vorsitzenden Mao Tsetung“, die Schriften von W.E.B. Du Bois, Frantz Fanon, Hồ Chí Minh, Che Guevara, Fidel Castro und vielen anderen, immer auf der Suche nach einer konkreten Lösung für die desaströse Lage ihrer eigenen Community.